# غيار قوي (ألبوم)
غيار قوي هو ألبوم للفنانة السورية أصالة نصري صدر حوالي العام 1995.

## الأغاني
- غيار قوي، كلمات: محمد حمزة، ألحان: حلمي بكر
- يكلموك، كلمات: عبد الوهاب محمد، ألحان: حلمي بكر
- إلاّ والله، كلمات: محمد حمزة، ألحان: حلمي بكر
- أعذرني، كلمات: محمد حمزة، ألحان: حلمي بكر
- الموليا، كلمات وألحان: عبد الفتاح سكر.